# Economia de Dinamarca
Dinamarca presenta una economia de mercat on es destaquen l'alta tecnologia de la seva agricultura i la seva moderna indústria, especialment la indústria de fàrmacs, navegació marítima i energies renovables. No obstant això és un país molt dependent de les exportacions. Una altra característica de la seva economia és la distribució equitativa de la renda i les extenses mesures de benestar social.
El país és un gran exportador d'energia i aliments, i té un confortable superàvit en la seva balança comercial. El país exporta també maquinària i instruments.
Els danesos estan orgullosos per l'alt nivell de desenvolupament aconseguit en les seves polítiques de sanitat pública, que garanteixen a tots els danesos atenció sanitària. No obstant això, en els últims 20 anys el sistema ha començat a mostrar problemes. El sistema d'assistència sanitària i el d'atenció a les persones majors són els que presenten més problemes i la necessitat de reformar-los comença a ser discutida. Més d'una quarta part de la població danesa treballa en el sector públic.

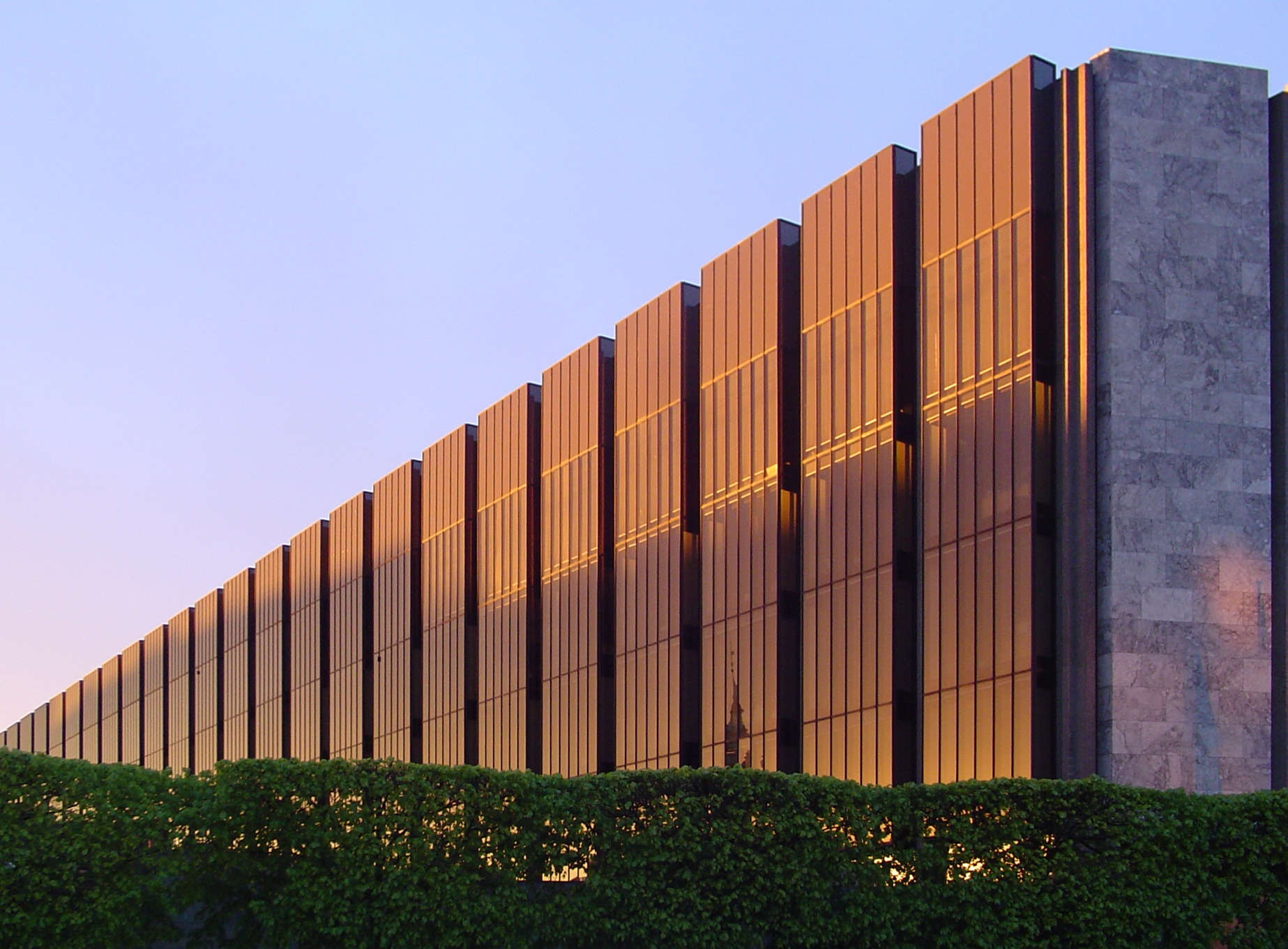
National Bank (Banc central) de Dinamarca a Copenhaguen.

Dins de la UE, Dinamarca és un dels majors defensors de la liberalització comercial. Després d'una llarga fase d'expansió impulsada pel consum, l'economia de Dinamarca començar la desacceleració en 2007, amb el final d'un boom immobiliari. Preus de l'habitatge van baixar notablement en 2008 i 2009 i, després d'un breu respir en 2010, des de llavors ha seguit disminuint. La crisi financera global ha exacerbat aquesta desacceleració cíclica mitjançant l'augment dels costos d'endeutament i una menor demanda d'exportacions, la confiança del consumidor i la inversió.